# Rio Fâncel
O Rio Fâncel é um rio da Romênia, afluente do Gurghiu, localizado no distrito de Mureş.